# تپه قبا سرخ
تپه قبا سرخ مربوط به دوره ساسانیان - سدهٔ ۲ و ۵ ه.ق است و در شهرستان بیجار، روستای قبا سرخ واقع شده و این اثر در تاریخ ۱۸ مهر ۱۳۵۶ با شمارهٔ ثبت ۱۴۷۹ به‌عنوان یکی از آثار ملی ایران به ثبت رسیده است.